# Freiligrath-Denkmal (Rolandswerth)

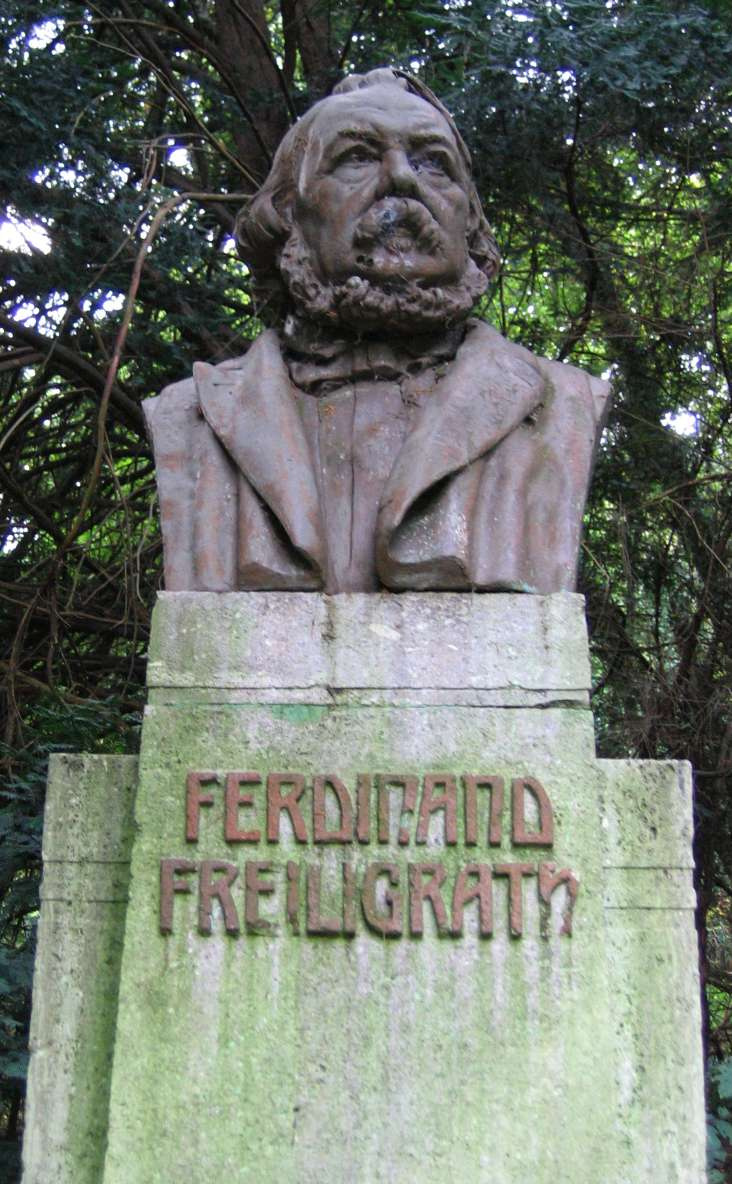
Büste

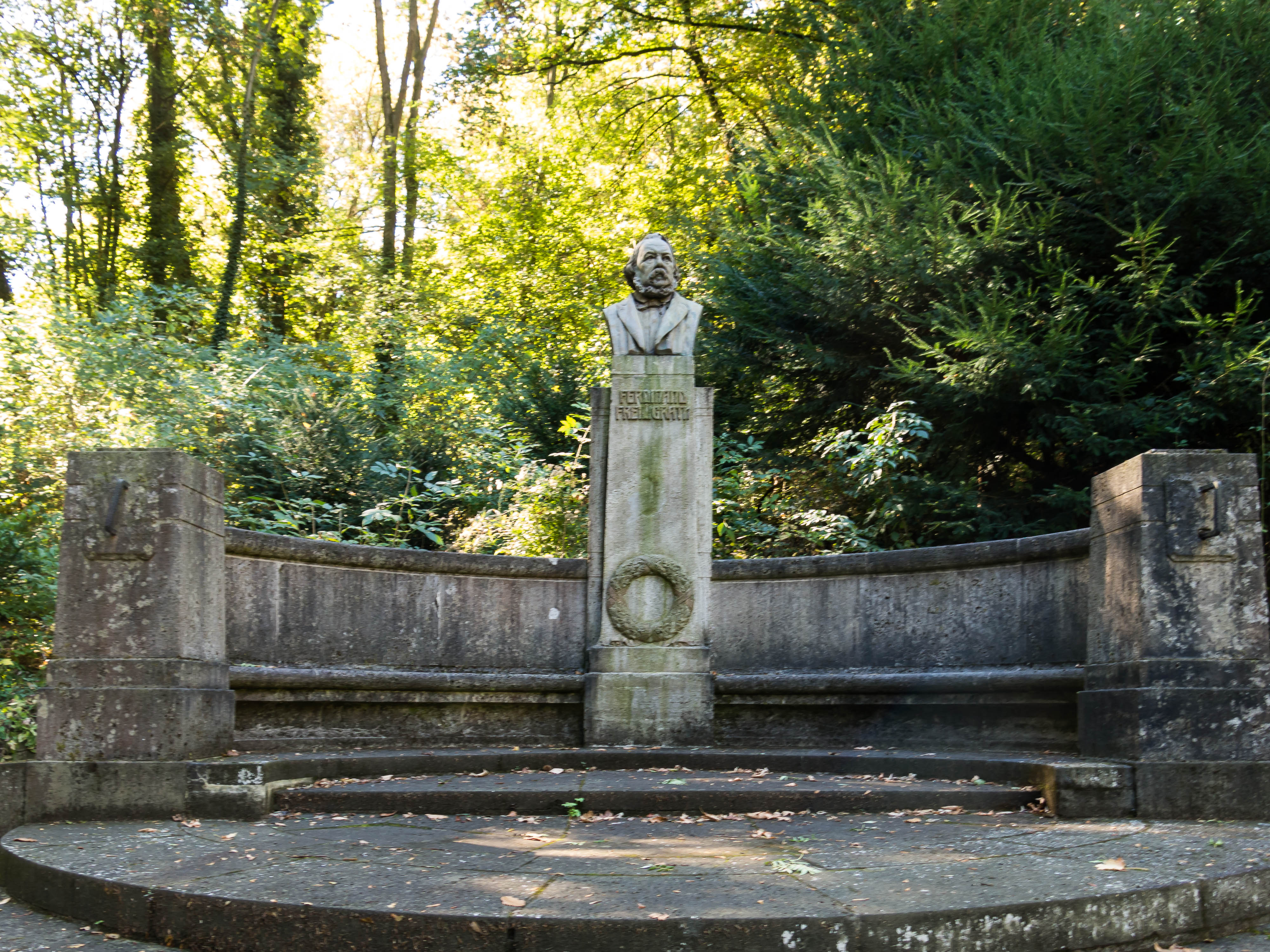
Gesamtansicht

Das Freiligrath-Denkmal liegt am Fußweg im Remagener Stadtteil Rolandswerth in Höhe der Insel Nonnenwerth, der von der Bundesstraße 9 zum Rolandsbogen führt.
Die Einweihung des Denkmals fand am 17. Juni 1914 am 104. Geburtstag Ferdinand Freiligraths statt, knapp zwei Monate vor Ausbruch des Ersten Weltkrieges. 
Die treppenförmige Denkmalanlage aus Basaltlava und fränkischem Muschelkalk hat auf ihrem terrassenartigen Mittelpunkt einen schlichten, etwa ein Meter hohen Sockel mit einer, dem Rolandsbogen zugewandten, lebendig durchmodellierten überlebensgroßen Bronzebüste von dem Londoner Bildhauer Siegfried M. Wiens, einem Neffen Freiligraths. Das Denkmal wurde zu Ehren Freiligraths und aus Dankbarkeit für ihn errichtet, weil er durch einen Spendenaufruf in der „Kölnischen Zeitung“ im Januar 1840 die Initiative für die Wiedererrichtung des in der Nacht vom 28. auf den 29. Dezember 1839 eingestürzten sagenumwobenen Rolandsbogens ergriff. Das Freiligrath-Denkmal wurde ebenfalls auf Grund einer privaten Initiative gebaut. Auch hier kamen die Mittel durch Spenden zusammen.
Die Anlage wurde 2001 restauriert, 2010 folgte eine weitere Sanierung.